# Dumas (Mississippi)
Dumas è una città (town) degli Stati Uniti d'America, situata nella contea di Tippah, nello Stato del Mississippi.